# Tortol Lumanza
Tortol Lumanza (Antwerpen, Bélgica, 13 de abril de 1994) es un futbolista belga. Juega de mediocampista y su equipo actual es el Osmanlıspor FK de la Superliga de Turquía.

## Selección
| Selección        | Año  | PJ | Goles |
| ---------------- | ---- | -- | ----- |
| Selección Sub-17 | 2011 | 6  | 0     |

## Clubes
| Club                     | País    | Año           | PJ | Goles |
| ------------------------ | ------- | ------------- | -- | ----- |
| Standard Lieja           | Bélgica | 2012 - 2013   | 0  | 0     |
| Sint-Truiden VV (Cedido) | Bélgica | 2013 - 2014   | 24 | 3     |
| Standard Lieja           | Bélgica | 2014-2016     | 14 | 0     |
| Waasland-Beveren         | Bélgica | 2016          | 6  | 0     |
| Stabæk IF                | Noruega | 2017          | 16 | 0     |
| Osmanlıspor FK           | Turquía | 2018-presente | 0  | 0     |